# Makiyamaia
Makiyamaia là một chi ốc biển, là động vật thân mềm chân bụng sống ở biển trong họ Clavatulidae.

## Các loài
Các loài thuộc chi Makiyamaia bao gồm:
- Makiyamaia coreanica (Adams & Reeve, 1850)[2]
- Makiyamaia cornulabrum Kuroda, 1961[3]
- Makiyamaia mammillata Kuroda, 1961[4]
- Makiyamaia sibogae Shuto, 1970[5]